# Just One Kiss
"Just One Kiss" é uma canção do cantor estadunidense Nick Carter, lançada em 28 de janeiro de 2011, como o primeiro single de seu segundo álbum de estúdio, I'm Taking Off (2011). Composta por Carter, Jason Ingram e Dan Muckala e produzida por este último, a canção atingiu no Japão, a posição de número doze pela parada Japan Hot 100, além de figurar nas paradas da Alemanha e Áustria. 
O vídeo musical de "Just One Kiss" foi dirigido por Danny Roew e retrata Carter cantando em uma praia.

## Lançamento
Precedendo o lançamento do segundo álbum de estúdio de Carter, I'm Taking Off, foi lançado o single "Just One Kiss" primeiramente no mercado japonês através da Sony Music Japan.
Posteriormente, em 5 de abril de 2011, o formato digital de "Just One Kiss" foi disponibilizado pela Kaotic Inc. para o mercado estadunidense e mais tarde, uma versão em CD single contendo remixes e o vídeo musical oficial da canção, foram lançados na Europa pela Glor Music.

## Faixas e formatos
| "Just One Kiss" – Download digital |                 |         |  |
| N.º                                | Título          | Duração |  |
| 1.                                 | "Just One Kiss" | 3:32    |  |

| Just One Kiss – CD single |                                                   |         |  |
| N.º                       | Título                                            | Duração |  |
| 1.                        | "Just One Kiss" (Radio Edit)"                     | 3:34    |  |
| 2.                        | "Just One Kiss" (Club Mix)"                       | 6:50    |  |
| 3.                        | "Just One Kiss" (Club Mix) (Radio Cut)"           | 3:47    |  |
| 4.                        | "Just One Kiss" (Official Video)" (vídeo musical) | 3:34    |  |

## Desempenho nas tabelas musicais
| Tabela musical (2011)                      | Melhor posição |
| ------------------------------------------ | -------------- |
| Alemanha - German Singles Chart            | 75             |
| Áustria - Austria Singles Top 75           | 55             |
| Japão - Japan Hot 100                      | 12             |
| Japão - Adult Contemporary Airplay         | 5              |
| Japão - Japan Hot 100 Airplay              | 7              |
| Japão - Japan Digital and Airplay Overseas | 2              |